# David Eger
David Benjamin Eger (Fort Meade, Maryland, 17 maart 1952) is een Amerikaans professioneel golfer op de Champions Tour. Hij woont in Ponte Vedra Beach, Florida met zijn vrouw Tricia. Ze spelen beiden op de TPC op Sawgrass en ze hebben twee kinderen, Dottie (1982) en Michael (1984).
Eger studeerde aan de Universiteit van North Carolina en aan de East Tennessee State University.

## Professional, amateur, professional
David Eger werd in 1978 professional maar kwam in 58 toernooien niet verder dan één plaats in de top 10. Hij verdiende te weinig en vroeg zijn amateurstatus terug in 1982. Van 1982 tot en met 1992 en van 1995 tot en met 1996 werkte hij voor de Amerikaanse PGA.
Als amateur heeft Eger een mooie carrière gehad. In 1988 kwalificeerde hij zich voor het US Open waarna hij weer meer aandacht aan zijn spel wilde besteden. Hij won onder andere vier keer The Travis Invitational (?, 1999, 2000, 2001). In 2001 besloot hij om weer professional te worden aangezien hij bijna 50 jaar was, en zich wilde voorbereiden op de Champions Tour. Hij nam les bij David Leadbetter, en slaagde er bij de Tourschool in om een spelerskaart voor 2006 te bemachtigen.
Hij won de eerste editie van de MasterCard Classic in Mexico, verdiende $300.000 en werd Player of the Month. Na het winnen van de Mississippi Classic in 2010 staat hij op de 36ste plaats van de ranking van de Champions Tour.

### Gewonnen

#### Amateur
- 1988: Mid-Amateur
- The Travis Invitational in ?, 1999, 2000 en 2001
- 1991: North & South Amateur op Pinehurst
- 2000: North & South Amateur op Pinehurst

#### Champions Tour
- 2003: MasterCard Classic in Mexico
- 2005: Boeing Greater Seattle Classic (-17)
- 2010: Mississippi Golf Resort Classic

### Teams
- Walker Cup: ?, ? en 2001